# ハルキウへのクラスター爆撃 (2022年3月)
ハルキウへのクラスター爆撃（ハルキウへのクラスターばくげき）は、2022年ロシアのウクライナ侵攻中のハルキウの戦いにおいて、2022年3月24日にロシア軍がウクライナのハルキウに行った爆撃。市民6人が死亡し、15人以上が負傷した。
ロシア軍は9N210/9N235クラスター爆弾と多連装ロケット砲BM-27を使用しており、人口密集地域への無差別攻撃により、アムネスティ・インターナショナルは、爆撃が戦争犯罪である可能性があるとの見解を示した。

## 爆撃
2022年3月24日、ロシア軍は地下鉄のAkademika Pavlova駅付近にあるショッピングモールの駐車場を爆撃した。当時、数百人が人道支援を求めてショッピングモール内の郵便局の外に待機していたが、爆撃後にパニックに陥り、現場から避難した。爆撃により6人が死亡し、少なくとも15人が負傷した。2発以上のクラスター爆弾により、ボランティアが人道支援の準備をしていた近隣の聖トリニティ教会が被害を受けた。破片が教会の壁や天井に降り注いだ。

## 調査
アムネスティ・インターナショナルは、無差別であるためにオスロ条約とオタワ条約で禁止されている対人地雷と9N210/9N235クラスター爆弾をロシア軍が繰り返し使用していた証拠を発見し、市民が死亡した無差別攻撃が戦争犯罪であるとの結論を下した。